# Rømer-Skala
Die Rømerskala ist eine um 1702 vom dänischen Astronomen Ole Christensen Rømer entwickelte Temperaturskala.  Sie gilt als Vorläufer der Fahrenheit- und Celsiusskalen. Temperaturen nach dieser Skala werden in Grad Rømer (Abk.: °Rø) angegeben.

## Definition
Der Nullpunkt der Skala wird über den Schmelzpunkt von Salzlake definiert. Als zweiten Referenzpunkt der Skala nutzte Rømer den Siedepunkt von Wasser und setzte diesen auf 60 °Rø. Zu den Werten zwischen diesen beiden Punkten gelangte er durch lineare Gradeinteilung mit Interpolation. Nach dieser Skala hat Eis einen Schmelzpunkt von 7,5 °Rø.

## Weiterentwicklung
Daniel Gabriel Fahrenheit hörte von der Arbeit von Rømer und besuchte ihn 1708. Er übernahm die Idee zweier Referenzpunkte (Siede- und Schmelzpunkt bestimmter Stoffe) und setzte sich zum Ziel, diese Skala zu verbessern. 1714 entwickelte er daraus die Fahrenheitskala. Auch Celsius übernahm diese Idee für seine Celsiusskala.